# Hugo Silva
Hugo Silva (né le 10 mai 1977 à Madrid en Espagne) est un acteur et mannequin espagnol.

## Biographie
Hugo Silva a été nommé quatre fois aux Fotogramas de Plata.
En 2014, il joue dans le long-métrage Musarañas de Alex de la Iglesia avec Macarena Gomez. 
En 2015, il joue dans le mini-série Los Nuestros rebaptisée en France Les otages du désert. Il subit pour l'occasion un véritable entraînement militaire.
Il intègre en août 2015 le casting de la série Le Ministère du temps diffusé sur TVE . Pacino, son personnage fait son entrée dès le deuxième épisode de la seconde saison.

## Filmographie sélective
- 2005 : Reinas de Manuel Gómez Pereira : Jonás
- 2005-2009 : Los hombres de Paco (série télévisée) : Lucas Fernández
- 2009 : Mentiras y gordas de Alfonso lbacete et David Menkes : Carlos
- 2011 : Lo contrario al amor de Vicente Villanueva : Raúl
- 2012 : El cuerpo de Oriol Paulo : Álex Ulloa
- 2013 : Les Amants passagers de Pedro Almodóvar : Benito, le pilote de l'avion
- 2013 : Les Sorcières de Zugarramurdi (Las brujas de Zugarramurdi) d'Álex de la Iglesia : Jose
- 2014 : Musarañas[1] de Alex de la Iglesia.
- 2017 : Sólo se vive una vez de Federico Cueva
- 2018 : Banco (70 binlandes) de Koldo Serra : Jonan
- 2019 : Brigada Costa del Sol : Bruno Lopez
- 2021 : La Cuisinière de Castamar : Enrique de Arcona, marquis de Soto